# Sport à Ostende

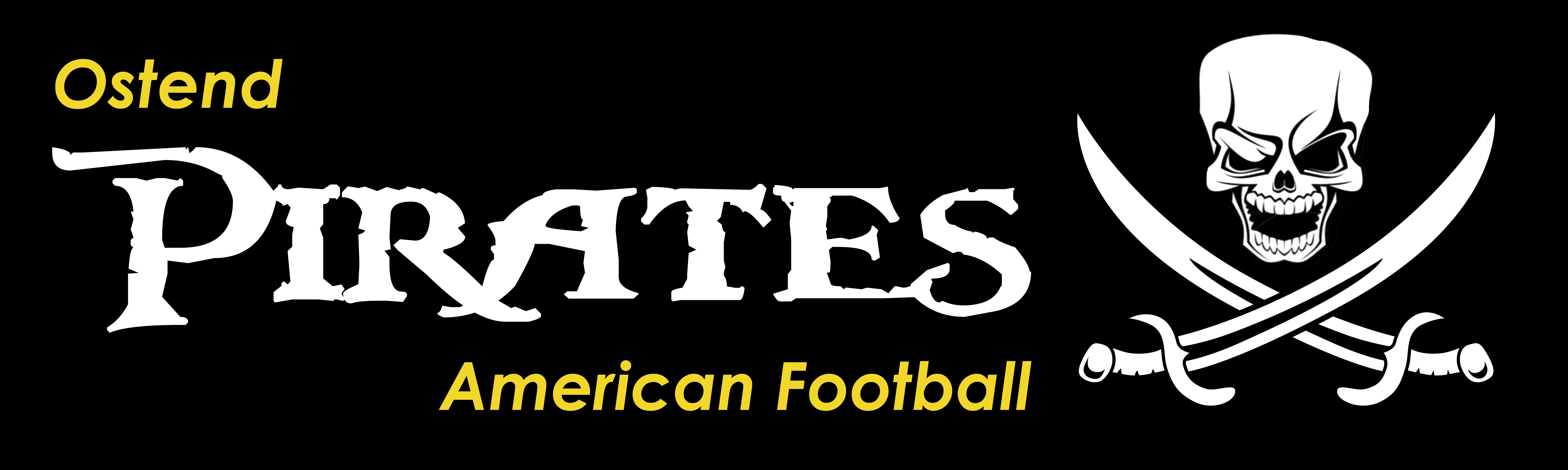
Ostend Pirates

Le sport à Ostende est principalement dominé par deux disciplines : le football et le basket-ball mais en plus de cela la ville dispose d'un littoral de neuf kilomètres qui est devenue un lieu de surf très fréquenté.

## Club
Les clubs cités évoluent au plus haut niveau de leur sport, soit en division 1.
| Club                   | Sport              | Fondé en | Ligue              | Stade                     |
| ---------------------- | ------------------ | -------- | ------------------ | ------------------------- |
| Clubs masculins        |                    |          |                    |                           |
| BC Ostende             | Basket-ball        | 1970     | BNXT League        | Dôme                      |
| KV Ostende             | Football           | 1905     | Pro League         | Alberpark                 |
| West-Vlaanderen Tribes | Football américain | 1989     | Division 1         | terrain 23 Schorre        |
| Clubs féminins         |                    |          |                    |                           |
| Hermes Volley Oostende | volley-ball        | 1955     | Division d'honneur | Mr. V. Arena              |
| KB Oostende-Bredene    | basket-ball        | 2010     | Division d'honneur | Sportcentrum 'Ter Polder' |

## Événement
- Voile aux Jeux olympiques d'été de 1920
- Championnats d'Europe de judo 1969
- Championnats d'Europe de judo 1997
- Championnats du monde de cross-country 2001

## Personnalités sportives
- Robert Van de Walle
- Brigitte Becue
- Stefaan Maene
- Brian Ryckeman

## Basket-ball
La ville d'Ostende est réputé dans toute la Belgique pour son club du BC Ostende, club se trouvant souvent sur la scène européenne et qui, depuis c'est dernières années, domine le Championnat de Belgique et la Coupe de Belgique.
À noter qu'un club féminin évolue également depuis 2015 en division 1, il s'agit du KB Oostende-Bredene, fruit en 2010 de la fusion du Ostende BC et du KBBC Bredene Jézabel.

## Football
En football, on trouve le KV Ostende club évoluant en Jupiler Pro League depuis la saison 2013/2014 au rang d'outsiders.
Il est issu de la fusion entre le K. VG Oostende (matricule 31) et l'AS Oostende KM (matricule 53). Le KV Oostende ainsi formé adopte un mélange des couleurs des deux anciens clubs : le rouge et le jaune de l'ancien « VG », et le rouge et le vert de l'ancien « AS ».

## Football américain
La ville d'Ostende et la ville d'Izegem, sont la terre d'accueil du West-Vlaanderen Tribes, un des principaux club de football américain en Belgique, le club a à son palmarès 8 Ligue.
Quand il évolue à Ostende, il joua au terrain 23 Schorre

## Volley-ball
Il existe un célèbre club de volley-ball féminin basé à Ostende, l'Hermes Volley Oostende évolue en division d'honneur où conquis 13 titres de Champion de Belgique ainsi que cinq Coupe de Belgique dans les années 70 et 80.

## Autres
titi